# Kevin B. MacDonald
Kevin B. MacDonald (24 de enero de 1944) es un teórico de la conspiración antisemita estadounidense, supremacista blanco y profesor jubilado de psicología evolutiva en la Universidad Estatal de California, Long Beach (CSULB). En 2008, el senado académico de la CSULB votó para desvincularse del trabajo de MacDonald.
MacDonald es conocido por su promoción de una teoría antisemita, sobre todo en la serie The Culture of Critique, según la cual los judíos occidentales han tendido a ser políticamente liberales y a participar en movimientos sociales, filosóficos y artísticos política o sexualmente transgresores, porque los judíos han evolucionado biológicamente para socavar las sociedades en las que viven. En resumen, MacDonald sostiene que los judíos han evolucionado para ser altamente etnocéntricos y hostiles a los intereses de los blancos. En una entrevista con la revista Tablet en 2020, MacDonald dijo: "Los judíos van a destruir por completo el poder de los blancos, y destruirán a Estados Unidos como país blanco".
Académicos caracterizan la teoría de MacDonald como una forma tendenciosa de razonamiento circular, que asume que su conclusión es cierta independientemente de las pruebas empíricas. La teoría no supera la prueba básica de cualquier teoría científica, que es el criterio de falsabilidad, porque MacDonald se niega a proporcionar o reconocer cualquier patrón fáctico de comportamiento judío que tienda a refutar su idea de que los judíos han evolucionado para ser etnocéntricos y antiblancos. Otros investigadores de su campo descartan la teoría como una pseudociencia análoga a las antiguas teorías conspirativas sobre un complot judío para destruir la civilización europea.
Las teorías de MacDonald ha recibido el apoyo de sus compañeros teóricos de la conspiración antisemita y de los grupos neonazis, cuyas premisas y programas ha respaldado abiertamente. Participa activamente en el movimiento neonazi estadounidense y es editor de The Occidental Observer, que según él cubre "la identidad blanca, los intereses blancos y la cultura de Occidente". La Liga Antidifamación lo describe como "el principal portavoz del antisemitismo de los intelectuales de extrema derecha" y el Southern Poverty Law Center como "el académico favorito del movimiento neonazi". Se le ha descrito como parte del movimiento alt-right y ha intervenido en conferencias para negacionistas del Holocausto. En 2010, MacDonald era uno de los ocho miembros de la junta directiva del partido de extrema derecha recientemente fundado American Third Position (conocida desde 2013 como Partido de la Libertad Americana), una organización que afirma que "existe para representar los intereses políticos de los estadounidenses blancos".

## Primeros años
MacDonald nació en Oshkosh (Wisconsin), en el seno de una familia católica.  Su padre era policía y su madre, secretaria. Asistió a escuelas parroquiales católicas y jugó al baloncesto en el instituto. Ingresó en la Universidad de Wisconsin-Madison como estudiante de filosofía y se involucró en el movimiento antibélico, lo que le puso en contacto con activistas estudiantiles judíos.
Entre 1970 y 1974, trabajó para convertirse en pianista de jazz y pasó dos años en Jamaica, donde enseñó en la escuela secundaria. A finales de la década de 1970, dejó esa carrera.

## Experiencia profesional
MacDonald es autor de siete libros sobre la teoría evolutiva y el desarrollo infantil y es autor o editor de más de 30 artículos académicos en revistas arbitradas. Se licenció en la Universidad de Wisconsin-Madison en 1966 y obtuvo un máster en biología en la Universidad de Connecticut en 1976. En 1981 se doctoró en ciencias del comportamiento por la Universidad de Connecticut, donde su asesor fue Benson Ginsburg, fundador de la genética del comportamiento moderna. Su tesis versó sobre el desarrollo conductual de los lobos y dio lugar a dos publicaciones.
MacDonald realizó una beca posdoctoral con Ross Parke en el departamento de psicología de la Universidad de Illinois en Urbana-Champaign en 1983. El trabajo de MacDonald y Parke allí dio lugar a tres publicaciones.
MacDonald se incorporó al Departamento de Psicología de la Universidad Estatal de California en Long Beach (CSU-LB) en 1985, y se convirtió en profesor titular en 1995. Anunció su jubilación a finales de 2014.
MacDonald fue secretario-archivista de la Human Behavior and Evolution Society y fue elegido miembro de la junta ejecutiva de 1995 a 2001. Fue editor de Population and Environment de 1999 a 2004, trabajando con la supremacista blanca Virginia Abernethy, la anterior editora, a la que convenció para que se uniera al consejo editorial, junto con J. Philippe Rushton, ambos "aliados intelectuales" según el SPLC. Es editor asociado de la revista Sexuality & Culture y hace contribuciones ocasionales a VDARE, un sitio web centrado en la oposición a la inmigración a Estados Unidos y clasificado como grupo de odio por el Southern Poverty Law Center.

## Trabajos sobre etnicidad
MacDonald escribió una trilogía de libros que supuestamente analizan el judaísmo y la cultura judía secular desde la perspectiva de la psicología evolutiva: A People That Shall Dwell Alone (1994), Separation and Its Discontents (1998), and The Culture of Critique (1998). Propone que el judaísmo es una estrategia evolutiva de grupo para mejorar la capacidad de los judíos de competir con los no judíos por los recursos. Utilizando el término "etnocentrismo judío", sostiene que el judaísmo fomenta en los judíos una serie de marcados rasgos genéticos, entre ellos una inteligencia verbal superior a la media y una fuerte tendencia al comportamiento colectivista, que se manifiesta en una serie de influyentes movimientos intelectuales. MacDonald afirma que no todos los judíos en todas las circunstancias muestran los rasgos que él identifica. En su libro Separation and Its Discontents hay un capítulo titulado "National Socialism as an Anti-Jewish Group Evolutionary Strategy". El analista Heidi Beirich, del SPLC, escribió en 2007 que MacDonald sostiene que el nazismo surgió como un medio para oponerse, por utilizar su término, al "judaísmo como estrategia evolutiva de grupo". Sostiene que el "comportamiento de grupo" judío creó un odio comprensible hacia los judíos. Así, en opinión de MacDonald, escribe Beirich:

"El antisemitismo, más que ser un odio irracional hacia los judíos, es en realidad una reacción lógica al éxito judío. En otras palabras, los nazis, al igual que muchos otros antisemitas, sólo eran antisemitas porque contrarrestaban una auténtica amenaza judía para su bienestar."

MacDonald publicó una serie de tres artículos en la revista supremacista blanca The Occidental Quarterly sobre las supuestas similitudes entre el neoconservadurismo y otros movimientos que, según él, están dominados por los judíos. Sostiene que "Tomado en su conjunto, el neoconservadurismo es una excelente ilustración de los rasgos clave del éxito del activismo judío: etnocentrismo, inteligencia y riqueza, intensidad psicológica y agresividad".

#### Otros grupos étnicos
MacDonald también ha escrito sobre otros grupos étnicos que viven en la diáspora, como la diáspora china y los asirios.

## Recepción

### Irving contra Lipstadt y otros
MacDonald testificó en el infructuoso juicio Irving contra Lipstadt y otros por difamación interpuesto por el negacionista del Holocausto David Irving contra la historiadora estadounidense Deborah Lipstadt, siendo el único testigo de Irving que habló en su favor voluntariamente. Irving dijo que MacDonald tendría que estar en el estrado durante tres días, pero su testimonio sólo duró unas horas.  MacDonald fue interrogado por Irving, que actuó como su propio abogado defensor, si él (Irving) era un antisemita, idea que MacDonald rechazó: "He tenido bastantes discusiones con usted y casi nunca ha mencionado a los judíos, nunca en el sentido negativo general". El demandante le preguntó si "percibía que la comunidad judía trabajaba de cierta manera para suprimir un determinado libro" y respondió afirmativamente asegurando que había "varias tácticas que las organizaciones judías han utilizado". Se citó a MacDonald diciendo que era un "agnóstico" respecto al Holocausto, aunque negó la exactitud de la cita.
El abogado de Deborah Lipstadt, Richard Rampton, pensó que el testimonio de MacDonald en favor de Irving era tan insatisfactorio que no lo interrogó. Más tarde, MacDonald comentó en un artículo para el Journal of Historical Review, publicado por la organización negacionista Institute for Historical Review que Lipstadt y los grupos judíos intentaban restringir el acceso al trabajo de Irving porque iba en contra de los intereses y la agenda de los judíos. Sobre el propio Holocausto, MacDonald dijo más tarde que "nunca ha dudado de que el Holocausto tuviera lugar, pero como no ha estudiado su historia se describe a sí mismo como un agnóstico sobre el tema".

### Recepción académica
En el momento de su publicación, A People That Shall Dwell Alone recibió críticas mixtas por parte de los académicos, aunque sus libros posteriores no fueron tan bien recibidos.
John Tooby, fundador del campo de la psicología evolutiva (en el cual se desempeña según sus palabras MacDonald), criticó a éste en un artículo para Salon en el año 2000. Escribió: "Las ideas de MacDonald -no sólo sobre los judíos- violan principios fundamentales del campo". Tooby sostiene que MacDonald no es un psicólogo evolutivo.
Algunos académicos han acusado a MacDonald en Policing the National Body: Sex, Race, and Criminalization de emplear "técnicas raciales de búsqueda de chivos expiatorios [que] pueden haber evolucionado en complejidad a partir del fascismo nazi clásico, pero cuyas similitudes [con éste] están lejos de ser remotas".
Steven Pinker, profesor de psicología de la familia Johnstone en la Universidad de Harvard, escribió que el trabajo de MacDonald no supera "las pruebas básicas de credibilidad científica". Pinker, aunque reconoce que "no ha examinado la trilogía de MacDonald y, por lo tanto, corre el riesgo complementario de ser injusto con sus argumentos, y de no refutarlos con la suficiente rotundidad como para distanciarlos de mis propios puntos de vista sobre la psicología evolutiva", afirma que las tesis de MacDonald son incapaces de superar el umbral de la atención o de la aprobación por parte de los colegas, y contienen un "retrato sistemáticamente injusto de los judíos, redactado en un lenguaje cargado de valores y despectivo".
Al reseñar el libro Separation and Its Discontents, el catedrático de Estudios Judíos Zev Garber, escribe que MacDonald parte del supuesto de que la Torá dual es el proyecto del eventual dominio judío sobre el mundo, y que considera que el antisemitismo contemporáneo, el Holocausto y los ataques contra Israel son "provocados por los propios judíos". Garber concluye que la "divagación de MacDonald sobre quién es quién no es responsable del 'problema judío' raya en lo irracional y conduce a la tergiversación".
En 2001, David Lieberman, investigador del Holocausto en la Universidad Brandeis, escribió "Scholarship as an Exercise in Rhetorical Strategy: A Case Study of Kevin MacDonald's Research Techniques", un artículo en el que señala que una de las fuentes de MacDonald, Jaff Schatz, se opuso a la forma en que MacDonald utilizó sus escritos para promover su premisa de que la autoidentidad judía valida los sentimientos y acciones antisemitas. "Sin embargo, lo que está en cuestión no es la calidad de la investigación de Schatz, sino el uso que MacDonald hace de ella, una discusión que se basa menos en la experiencia de los temas que en la voluntad de realizar lecturas comparativas cercanas", escribió Lieberman. Lieberman acusó a MacDonald de utilizar deshonestamente líneas de la obra del negacionista del Holocausto David Irving. Citando el libro Uprising de Irving, publicado en 1981 con motivo del 25.º aniversario de la fallida revolución anticomunista de Hungría en 1956, MacDonald afirmó en The Culture of Critique:

La dominación de la burocracia judía comunista húngara parece haber tenido matices de dominación sexual y reproductiva de los gentiles en la que los hombres judíos podían tener un acceso sexual desproporcionado a las mujeres gentiles.

Lieberman, que dijo que MacDonald no es un historiador, desacreditó esas afirmaciones, concluyendo: "(E)l pasaje no ofrece ni una sola prueba de que, como quiere MacDonald, 'los varones judíos disfrutaban de un acceso sexual desproporcionado a las mujeres gentiles'".
Mientras que la mayoría de los académicos no se han comprometido con MacDonald en sus puntos de vista sobre el judaísmo, Nathan Cofnas de la Universidad de Oxford publicó una crítica negativa de MacDonald en la revista Human Nature en 2018. Cofnas argumentó contra Pinker que los académicos necesitaban comprometerse críticamente con el trabajo de MacDonald, en parte porque había demostrado ser "enormemente" influyente entre los antisemitas. La propia conclusión de Cofnas fue que el trabajo de MacDonald se basaba en "fuentes tergiversadas y hechos escogidos a dedo" y que la "evidencia en realidad favorece una explicación más simple de la sobrerrepresentación judía en los movimientos intelectuales que implica la alta inteligencia judía y la distribución geográfica."
En un comentario de abril de 2018 en The Wall Street Journal, el politólogo Abraham Miller escribió que las teorías de MacDonald sobre los judíos fueron "la inspiración filosófica y teórica" detrás del eslogan "Los judíos no nos reemplazarán" utilizado en la manifestación supremacista blanca de 2017 Unite the Right.

#### Críticas de la ADL y el SPLC
Mark Potok, del Southern Poverty Law Center (SPLC), afirma de MacDonald que "puso el antisemitismo bajo la apariencia de un trabajo académico... El trabajo de Kevin MacDonald no es más que antisemitismo disfrazado. En el fondo, dice que los judíos nos quieren engañar con su agenda... Su obra es difundida por casi todos los grupos neonazis de Estados Unidos".
La Liga Antidifamación (ADL) incluye a MacDonald en su lista de extremistas estadounidenses, "Extremismo en América", y escribió un informe sobre las opiniones y vínculos de MacDonald. Según la ADL, sus puntos de vista sobre los judíos imitan los de los antisemitas de finales del siglo XIX y principios del XX.

Desde el Mein Kampf de Hitler, los antisemitas no han tenido una guía de referencia tan completa sobre lo que está 'mal con los judíos'. Su obra es ampliamente publicitada y promocionada en los sitios web de la supremacía blanca y vendida por conjuntos neonazis como National Vanguard Books, que los considera 'los libros más importantes de los últimos 100 años'".

MacDonald niegas estas afirmaciones y sostiene que el SPLC ha tergiversado y distorsionado su trabajo.

## Comentarios de la CSULB
Una portavoz de la universidad declaró: "La universidad apoyará la libertad académica y de expresión de MacDonald". En un principio, MacDonald fue presionado para que publicara un descargo de responsabilidad en su sitio web: "nada de lo que aparece en este sitio web debe interpretarse como que apruebo la superioridad racial blanca, el genocidio, el nazismo o la negación del Holocausto. No defiendo nada de eso y me desvinculo firmemente de los grupos que lo hacen. Tampoco deben utilizarse mis opiniones para apoyar la discriminación contra los judíos o cualquier otro grupo". Desde entonces ha eliminado ese descargo de responsabilidad. Además, el Departamento de Psicología emitió en 2006 tres declaraciones: una "Declaración sobre la libertad académica y la responsabilidad en la investigación", una "Declaración sobre la diversidad" y una "Declaración sobre el mal uso del trabajo de los psicólogos".
Una portavoz de la CSULB, dijo que al menos dos clases al año impartidas por todos los profesores -incluido MacDonald- tienen evaluaciones de los estudiantes, y que algunas de las preguntas en esas evaluaciones son abiertas, lo que permite a los estudiantes plantear cualquier cuestión. "No se ha detectado nada que sugiera un sesgo en las clases", dijo. "No lo vemos". Jonathan Knight, que se ocupa de cuestiones de libertad académica para la Asociación Americana de Profesores Universitarios, dijo que si no hay indicios de que MacDonald comparta sus puntos de vista en clase, "no veo una base para una investigación" sobre lo que ocurre en sus cursos.

### La CSULB se desvincula de las opiniones de MacDonald
A finales de 2007, el Departamento de Psicología de la Universidad Estatal de California-Long Beach inició el proceso de desvincularse formalmente de las opiniones de MacDonald sobre el judaísmo, que en algunos casos son "utilizadas por publicaciones consideradas para publicitar la ideología neonazi y de supremacía blanca". La medida del departamento se produjo tras un debate sobre la presentación de MacDonald en el foro de diciembre en una reunión del comité consultivo del departamento que se refería a su ética y sus metodologías.
A finales de 2006, un informe emitido por el Southern Poverty Law Center tras una investigación en el campus calificó su trabajo de propaganda antisemita y neonazi, y describió la creciente preocupación por las opiniones de Macdonald por parte de los miembros del profesorado de la CSULB. Un colega de MacDonald, Martin Fiebert, criticó en abril de 2007 a MacDonald por "fanatismo e insensibilidad cultural" y calificó de "preocupante" que el trabajo de MacDonald fuera citado por organizaciones de supremacistas blancos y neonazis.
En un correo electrónico enviado al periódico Daily Forty-Niner de la universidad, MacDonald dijo que ya se había comprometido a no enseñar sobre las diferencias raciales en la inteligencia como requisito para impartir su clase de psicología, y expresó que "no estaba contento" con la disociación. El periódico informó que en el correo electrónico, MacDonald confirmó que sus libros contenían lo que el periódico describió como "sus afirmaciones de que la raza judía estaba teniendo un efecto negativo en la civilización occidental". En una entrevista publicada en su sitio web en febrero de 2008, dijo que había sido víctima de "guerras de correos electrónicos en la facultad" y "trató de defenderse mostrando que lo que hacía era científico y racional y razonable, y la gente no ha respondido".
El Departamento de Psicología emitió una declaración el 23 de abril de 2008 en la que decía: "Respetamos y defendemos su derecho a expresar sus puntos de vista, pero afirmamos que son sólo suyos y no son en absoluto respaldados por el Departamento". El Departamento expresó su especial preocupación por el hecho de que "la investigación del Dr. MacDonald sobre la cultura judía no se adhiere a los valores explícitos del Departamento".
El 5 de mayo, el senado académico de la escuela emitió una declaración conjunta desvinculando a la escuela de las opiniones antisemitas de MacDonald, incluyendo declaraciones específicas del departamento de Psicología, el departamento de Historia, el departamento de Antropología, el programa de Estudios Judíos y el departamento de Lingüística. La declaración concluye: "Aunque el Senado Académico defiende la libertad académica y la libertad de expresión del Dr. Kevin MacDonald, al igual que la de todo el profesorado, se desvincula firme e inequívocamente de las opiniones antisemitas y etnocéntricas blancas que ha expresado".
El Senado académico consideró pero rechazó el uso de la palabra "condena" en la declaración.

## Afiliaciones no académicas

### The Occidental Quarterly y el NPI
MacDonald ha colaborado en muchas ocasiones con The Occidental Quarterly, una publicación del National Policy Institute, una organización supremacista blanca. The Occidental Quarterly fue descrita por la Liga Antidifamación en 2012 como "una publicación impresa racista que imita el aspecto y el estilo de las revistas académicas." The Occidental Quarterly publicó la monografía de MacDonald, Understanding Jewish Influence: A Study in Ethnic Activism, en 2004. El periodista Max Blumenthal informó en un artículo de 2006 para The Nation que la obra "ha convertido a MacDonald en una celebridad dentro de los círculos nacionalistas blancos y neonazis". En octubre de 2004, MacDonald aceptó el Premio Literario Jack London, dotado con 10.000 dólares de The Occidental Quarterly. En su discurso de aceptación, opinó: "La mejor manera de preservar los intereses étnicos es defender un etnoestado -una nación que está explícitamente destinada a preservar los intereses étnicos de sus ciudadanos". Según MacDonald, una de las funciones de un estado de este tipo sería excluir a los inmigrantes no europeos que se sienten atraídos por la riqueza y la prosperidad del estado. Al concluir su discurso, señaló:

La alternativa a la que se enfrentan los europeos de todo el mundo occidental es colocarse en una posición de enorme vulnerabilidad en la que sus destinos serán determinados por otros pueblos, muchos de los cuales mantienen un profundo odio históricamente condicionado hacia ellos. La promoción por parte de los europeos de su propio desplazamiento es el colmo de la insensatez, un error histórico de proporciones catastróficas.

En noviembre de 2016, MacDonald fue uno de los principales oradores en un evento organizado en Washington D. C. por el National Policy Institute,, que NPR describió como un "grupo de reflexión nacionalista blanco" dirigido por activista neonazi y supremacista blanco Richard B. Spencer. El evento concluyó con Spencer dirigiendo el cántico "Hail Trump, Hail nuestro pueblo, Hail la victoria".

### David Duke
El exlíder del Ku Klux Klan, David Duke elogió el trabajo de MacDonald en su sitio web. MacDonald ha aparecido en el programa de radio de Duke en múltiples ocasiones diciendo que está de acuerdo con la "gran mayoría" de las declaraciones de Duke.
Cuando MacDonald ganó su premio de The Occidental Quarterly, a la ceremonia asistieron David Duke; Don Black, fundador del sitio de supremacismo blanco Stormfront; Jamie Kelso, moderador principal de Stormfront; y el jefe de la neonazi National Vanguard, Kevin Alfred Strom. En 2005, Kelso declaró a The Occidental Report que se reunía con MacDonald para hacer negocios. MacDonald aparece en la película antiinmigración de Brian Jost, miembro de Stormfront, The Line in the Sand, donde "culpa a los judíos de destruir Estados Unidos por apoyar la inmigración de los países en desarrollo".

### American Freedom Party
En enero de 2010, se supo que MacDonald había aceptado un puesto como uno de los ocho miembros de la junta directiva de la recién fundada American Third Position (conocida desde 2013 como Partido de la Libertad Americana), que afirma que "existe para representar los intereses políticos de los estadounidenses blancos". Una declaración en su sitio web dice: "Si las tendencias demográficas actuales persisten, los europeos-americanos se convertirán en una minoría en Estados Unidos en sólo unas décadas. El American Third Position no permitirá que esto ocurra. Para salvaguardar nuestra identidad y cultura, y asegurar un futuro americano para nuestro pueblo, pondremos inmediatamente una moratoria indefinida a toda la inmigración."